# Hima Adamou
Hima Adamou est né en 1933 à Dosso, au Niger, et est mort le 28 juillet 2017 à Niamey. Au cours de sa vie, il a exercé plusieurs métiers, notamment ceux de journaliste, acteur, metteur en scène et écrivain.

## Biographie
Hima Adamou né en 1933, est un journaliste et écrivain, abordant des questions sociales, politiques et culturelles essentielles pour le développement du Niger. Son travail de journaliste lui a permis de s'engager dans des débats publics et de contribuer à la construction de la conscience collective nigérienne, notamment à travers ses écrits dans la presse locale.
Dans le théâtre, il a joué un rôle de pionnier en tant qu'acteur et metteur en scène, participant activement à l'essor de la scène théâtrale au Niger. Il a utilisé le théâtre comme un moyen de dénoncer les injustices sociales et de promouvoir la culture et les valeurs du Niger.

## Titres honorifiques
ll a été distingué en tant que chevalier de l'Ordre du Mérite du Niger et élevé au rang de commandeur de l'Ordre National du Niger. Il est également titulaire de la Grande Croix de l'Ordre National, ainsi que médaillé des Palmes Académiques et de la Croix Rouge.